# Lutjanus peru
Lutjanus peru is een straalvinnige vis uit de familie van snappers (Lutjanidae) en behoort derhalve tot de orde van baarsachtigen (Perciformes). De vis kan maximaal 95 cm lang en 5810 gram zwaar worden.

## Leefomgeving
Lutjanus peru is een zoutwatervis. De vis prefereert een tropisch klimaat en leeft hoofdzakelijk in de Grote Oceaan. De diepteverspreiding is 0 tot 40 m onder het wateroppervlak.

## Relatie tot de mens
Lutjanus peru In de hengelsport wordt er weinig op de vis gejaagd.